# 5245 Maslyakov
5245 Maslyakov eller 1976 GR2 är en asteroid i huvudbältet som upptäcktes den 1 april 1976 av den rysk-sovjetiske astronomen Nikolaj Tjernych vid Krims astrofysiska observatorium på Krim. Den har fått sitt namn efter Aleksandr Vasil'evich Maslyakov.
Asteroiden har en diameter på ungefär 3 kilometer.